# Hay Airport
Hay Airport är en flygplats i Australien. Den ligger i kommunen Hay och delstaten New South Wales, i den sydöstra delen av landet, omkring 590 kilometer väster om delstatshuvudstaden Sydney.
Trakten runt Hay Airport är nära nog obefolkad, med mindre än två invånare per kvadratkilometer.. Närmaste större samhälle är Hay, nära Hay Airport.
Trakten runt Hay Airport består till största delen av jordbruksmark. Genomsnittlig årsnederbörd är 410 millimeter. Den regnigaste månaden är februari, med i genomsnitt 73 mm nederbörd, och den torraste är oktober, med 6 mm nederbörd.